# Pochodna cząstkowa
Pochodna cząstkowa – dla danej funkcji wielu zmiennych pochodna względem jednej z jej zmiennych przy ustaleniu pozostałych (w przeciwieństwie do pochodnej zupełnej, w której zmieniać się mogą wszystkie zmienne). Pochodne cząstkowe znajdują zastosowanie np. w rachunku wektorowym oraz geometrii różniczkowej.
Pochodne cząstkowe funkcji {\displaystyle f} względem zmiennej {\displaystyle x} oznacza się symbolami
{\displaystyle {\frac {\partial f}{\partial x}},\;f'_{x},\;f_{x}{\text{ lub }}\partial _{x}f.}
Symbol pochodnej cząstkowej ∂ ma wygląd zaokrąglonej litery „d”.

## Historia
Pochodne cząstkowe nie wywodzą się, jak można przypuszczać, z funkcji wielu zmiennych, ale były efektem badań rodziny krzywych zależnych od badanego parametru. Leibniz w 1692 roku, rozwiązał problem obwiedni dla rodziny krzywych {\displaystyle V(x,y,a)=0,} pokazując, że można usunąć {\displaystyle a} z równania uzyskując {\displaystyle {\frac {\partial }{\partial a}}V(x,y,a)=0} (używając współczesnej notacji).
Współczesna notacja, użyta została po raz pierwszy przez Adriena-Marie Legendre’a, stała się powszechna po jej ponownym wprowadzeniu przez Carla Gustava Jakoba Jacobiego; z tej przyczyny bywa określana jako „delta Jacobiego”.

## Wprowadzenie

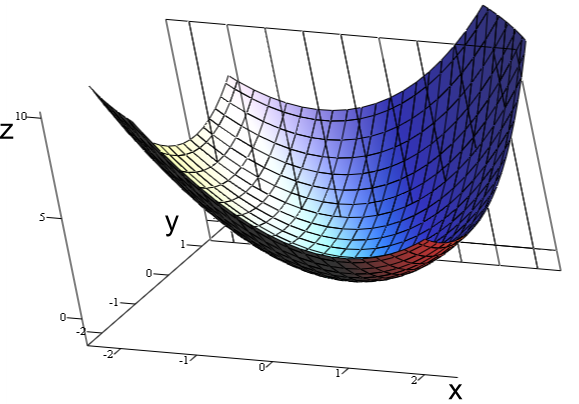
Wykres funkcji

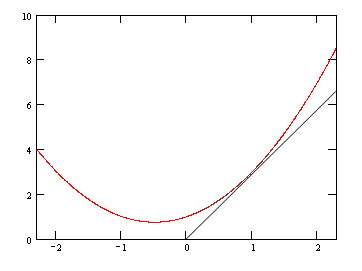
Wartość z w zależności od x, dla y=1

Niech {\displaystyle f} będzie funkcją więcej niż jednej zmiennej. Przykładowo
{\displaystyle z=f(x,y)=x^{2}+xy+y^{2}.}
Wykres tej funkcji określa powierzchnię w przestrzeni euklidesowej. Istnieje nieskończenie wiele stycznych do każdego punktu tej powierzchni. Różniczkowanie cząstkowe polega na wybraniu jednej z tych prostych i uzyskaniu jej nachylenia. Zwykle najbardziej interesujące są proste, które są równoległe do płaszczyzny {\displaystyle xz} czy {\displaystyle yz.}
Aby znaleźć nachylenie prostej stycznej do funkcji w {\displaystyle (1,1,3),} która jest równoległa do płaszczyzny {\displaystyle xz} należy traktować zmienną {\displaystyle y} jak stałą. Wykres i wspomnianą płaszczyznę przedstawiono na rys. 1. Z kolei rys. 2. przedstawia wykres funkcji na płaszczyźnie {\displaystyle y=1.} Szukając pochodnej wspomnianego równania przy założeniu, że {\displaystyle y} jest stała, uzyskuje się nachylenie funkcji {\displaystyle f} w punkcie {\displaystyle (x,y,z),} którym jest
{\displaystyle {\frac {\partial z}{\partial x}}=2x+y.}
W ten sposób okazuje się, poprzez podstawienie, że nachylenie w punkcie {\displaystyle (1,1,3)} wynosi {\displaystyle 3.} Dlatego
{\displaystyle {\frac {\partial z}{\partial x}}=3}
w punkcie {\displaystyle (1,1,3).} Innymi słowy pochodna cząstkowa {\displaystyle z} względem {\displaystyle x} w punkcie {\displaystyle (1,1,3)} jest równa {\displaystyle 3.}

## Definicja
Niech {\displaystyle U} będzie otwartym podzbiorem przestrzeni euklidesowej {\displaystyle \mathbb {R} ^{n}} i dane będą punkt {\displaystyle \mathrm {a} =(a_{1},\dots ,a_{n})} oraz funkcja {\displaystyle f\colon U\to \mathbb {R} .}
Jeżeli istnieje skończona granica
{\displaystyle \lim _{h\to 0}{\frac {f(a_{1},\dots ,a_{k}+h,\dots ,a_{n})-f(a_{1},\dots ,a_{k},\dots ,a_{n})}{h}},}
to nazywa się ją pochodną cząstkową funkcji {\displaystyle f} w punkcie {\displaystyle \mathrm {a} } względem zmiennej {\displaystyle a_{k}} i oznacza jednym z wyżej wymienionych symboli.

## Związek z pochodną zupełną
Jeżeli oznaczyć {\displaystyle g(a_{k})=f(a_{1},\dots ,a_{k},\dots ,a_{n}),} to
{\displaystyle f'_{x}(a_{1},\dots ,a_{k},\dots ,a_{n})=\lim _{h\to 0}{\frac {g(a_{k}+h)-g(a_{k})}{h}}}
jest po prostu pochodną {\displaystyle g'(a_{k})} funkcji {\displaystyle g.}
Na przykład dla funkcji
{\displaystyle f(x,y)=x^{3}+3xy-y^{2}}
można obliczyć pochodne cząstkowe względem zmiennych {\displaystyle x} i {\displaystyle y{:}}
{\displaystyle {\frac {\partial f}{\partial x}}(x,y)=f'_{x}(x,y)=3x^{2}+3y,}
{\displaystyle {\frac {\partial f}{\partial y}}(x,y)=f'_{y}(x,y)=3x-2y.}

## Pochodne wyższych rzędów
Pochodne wyższych rzędów oblicza się, różniczkując znów po dowolnych zmiennych. Pochodne wyższych rzędów obliczane względem zmiennych różnych niż wybrana początkowo są znane jako pochodne mieszane.
Pochodne czyste
{\displaystyle {\frac {\partial ^{2}f}{\partial x^{2}}}(x,y)=f''_{xx}(x,y)={\frac {\partial }{\partial x}}(3x^{2}+3y)=6x,}
{\displaystyle {\frac {\partial ^{2}f}{\partial y^{2}}}(x,y)=f''_{yy}(x,y)={\frac {\partial }{\partial y}}(3x-2y)=-2}
i pochodne mieszane (różniczkowania zależnie od umowy należy wykonywać, tak jak w tym artykule, od lewej strony do prawej; bądź też, podobnie jak przy składaniu funkcji, od prawej do lewej)
{\displaystyle {\frac {\partial ^{2}f}{\partial x\partial y}}(x,y)=f''_{yx}(x,y)={\frac {\partial }{\partial x}}(3x-2y)=3,}
{\displaystyle {\frac {\partial ^{2}f}{\partial y\partial x}}(x,y)=f''_{xy}(x,y)={\frac {\partial }{\partial y}}(3x^{2}+3y)=3.}
Uogólnione twierdzenie Schwarza mówi, że jeśli wszystkie pochodne mieszane względem pewnych zmiennych są ciągłe w danym punkcie, ich wartość zależy wyłącznie od tego, względem których zmiennych różniczkujemy i ilekrotnie, natomiast nie zależy od kolejności w jakiej przeprowadza się różniczkowania.
Liczbę zastosowanych różniczkowań nazywamy rzędem pochodnej cząstkowej. Na przykład
{\displaystyle {\frac {\partial ^{2}f}{\partial x{}\partial y}}{(x,y)}}
jest pochodną rzędu {\displaystyle 2.}
Pochodne cząstkowe wyższych rzędów zapisuje się także z użyciem notacji wielowskaźnikowej. Wtedy przez {\displaystyle D^{\alpha }f,} gdzie {\displaystyle \alpha =(\alpha _{1},\dots ,\alpha _{n})} jest wielowskaźnikiem rozumie się
{\displaystyle D^{\alpha }f(x_{1},\dots ,x_{n})={\frac {\partial ^{\alpha _{1}}}{\partial x_{1}}}\ldots {\frac {\partial ^{\alpha _{n}}}{\partial x_{n}}}f(x_{1},\dots ,x_{n}).}
Rząd tej pochodnej cząstkowej wynosi oczywiście {\displaystyle |\alpha |=\alpha _{1}+\ldots +\alpha _{n}.}